# 莫谢诺耶农村居民点
莫谢诺耶农村居民点（俄语：Мощенское сельское поселение）是俄罗斯联邦别尔哥罗德州雅科夫列沃区所属的一个农村居民点。其下辖有6个居民点，行政中心为莫谢诺耶。据2016年统计，该农村居民点的人口为1107人。